# Медоу-Ларк-Лейк (Вайоминг)
Медоу-Ларк-Лейк (англ. Meadow Lark Lake, Wyoming) — статистически обособленная местность, расположенная в округе Биг-Хорн (штат Вайоминг, США) с населением в 8 человек по статистическим данным переписи 2000 года.

## География
По данным Бюро переписи населения США статистически обособленная местность Медоу-Ларк-Лейк имеет общую площадь в 49,99 квадратных километров, из которых 49,21 кв. километров занимает земля и 0,78 кв. километров — вода. Площадь водных ресурсов округа составляет 1,56 % от всей его площади.
Местность Медоу-Ларк-Лейк расположена на высоте 2499 метров над уровнем моря.

## Демография
По данным переписи населения 2000 года в Медоу-Ларк-Лейк проживало 8 человек, 2 семьи, насчитывалось 2 домашних хозяйств и 46 жилых домов. Средняя плотность населения составляла около 0,2 человек на один квадратный километр. Расовый состав Медоу-Ларк-Лейк по данным переписи распределился следующим образом: 87,50 % — белых, 12,50 % — представителей смешанных рас.
Из двух домашних хозяйств ни в одном не воспитывали детей в возрасте до 18 лет, 50,0 % представляли собой совместно проживающие супружеские пары, 50,0 % не имели семей. Никто из общего числа семей на момент переписи не жил самостоятельно, при этом среди жителей в возрасте 65 лет отсутствовали одиночки. Средний размер домашнего хозяйства составил 4,00 человека, а средний размер семьи — 3,00 человека.
Население статистически обособленной местности по возрастному диапазону по данным переписи 2000 года распределилось следующим образом: 62,5 % — между 18 и 24 годами, 37,5 % — от 45 до 64. Средний возраст жителей составил 24 года. На каждые 100 женщин в Медоу-Ларк-Лейк приходилось 166,7 мужчин, при этом на каждые сто женщин 18 лет и старше приходилось 166,7 мужчин также старше 18 лет.
Средний доход на одно домашнее хозяйство в статистически обособленной местности составил 31 250 долларов США, а средний доход на одну семью — 31 250 долларов. Доход на душу населения в статистически обособленной местности составил 17 167 долларов в год. Все семьи Медоу-Ларк-Лейк имели доход, превышающий уровень бедности.